# Лейкв'ю (Вашингтон)
Лейкв'ю (англ. Lakeview) — переписна місцевість (CDP) в США, в окрузі Грант штату Вашингтон. Населення — 1068 осіб (2020).

## Географія
Лейкв'ю розташований за координатами 47°22′32″ пн. ш. 119°30′15″ зх. д. / 47.37556° пн. ш. 119.50417° зх. д. (47.375552, -119.504281).  За даними Бюро перепису населення США в 2010 році переписна місцевість мала площу 2,92 км², уся площа — суходіл.

## Демографія
Згідно з переписом 2010 року, у переписній місцевості мешкало 915 осіб у 396 домогосподарствах у складі 267 родин. Густота населення становила 314 особи/км².  Було 450 помешкань (154/км²).
Расовий склад населення:
| - 89,9 % — білих - 0,7 % — корінних американців - 0,4 % — чорних або афроамериканців - 0,2 % — азіатів - 0,1 % — вихідців з тихоокеанських островів - 6,4 % — осіб інших рас |

До двох чи більше рас належало 2,2 %. Частка іспаномовних становила 13,8 % від усіх жителів.
За віковим діапазоном населення розподілялося таким чином: 18,8 % — особи молодші 18 років, 53,0 % — особи у віці 18—64 років, 28,2 % — особи у віці 65 років та старші. Медіана віку мешканця становила 50,0 року. На 100 осіб жіночої статі у переписній місцевості припадало 103,3 чоловіків;  на 100 жінок у віці від 18 років та старших — 98,7 чоловіків також старших 18 років.
Середній дохід на одне домашнє господарство  становив 51 899 доларів США (медіана — 40 500), а середній дохід на одну сім'ю — 70 676 доларів (медіана — 46 917). За межею бідності перебувало 13,2 % осіб, у тому числі 11,4 % дітей у віці до 18 років та 5,2 % осіб у віці 65 років та старших.
Цивільне працевлаштоване населення становило 195 осіб. Основні галузі зайнятості: будівництво — 20,5 %, сільське господарство, лісництво, риболовля — 18,5 %, освіта, охорона здоров'я та соціальна допомога — 16,9 %.